# Nogometni Klub Krško
Il Nogometni Klub Krško è una società calcistica con sede a Krško in Slovenia.
Fondato nel 1922, il club nella stagione 2016/2017 milita nella Prva slovenska nogometna liga

## Strutture

### Stadio
Il club gioca le gare casalinghe allo Gubec Stadion, che ha una capacità di 1900 posti a sedere.

## Palmarès

### Competizioni nazionali
- Tretja slovenska nogometna liga: 3

2001-2002

### Altri piazzamenti
- Druga slovenska nogometna liga:

Terzo posto: 2006-2007

## Organico

### Rosa 2022-2023
Aggiornata al 30 agosto 2022.
| N. |                     | Ruolo | Calciatore        |
| -- | ------------------- | ----- | ----------------- |
| 1  | Slovenia (bandiera) | P     | Marko Zalokar     |
| 3  | Slovenia (bandiera) | D     | Aleš Kožar        |
| 6  | Slovenia (bandiera) | C     | Jure Špiler       |
| 7  | Slovenia (bandiera) | A     | Martin Kramarič   |
| 8  | Slovenia (bandiera) | C     | Žiga Jurečič      |
| 9  | Croazia (bandiera)  | A     | Filip Dangubić    |
| 10 | Slovenia (bandiera) | C     | Tim Čeh           |
| 11 | Slovenia (bandiera) | C     | David Bučar       |
| 12 | Croazia (bandiera)  | D     | Marko Dušak       |
| 15 | Slovenia (bandiera) | C     | Dejan Urbanč      |
| 16 | Slovenia (bandiera) | D     | Damjan Vuklišević |
| 19 | Slovenia (bandiera) | C     | Miha Drnovšek     |
| 20 | Slovenia (bandiera) | A     | Luka Pavič        |

| N. |                                 | Ruolo | Calciatore      |
| -- | ------------------------------- | ----- | --------------- |
| 21 | Slovenia (bandiera)             | P     | Jan Račič       |
| 22 | Slovenia (bandiera)             | C     | Hermin Haljeta  |
| 23 | Slovenia (bandiera)             | D     | Klemen Šturm    |
| 33 | Slovenia (bandiera)             | A     | Dejan Rusič     |
| 50 | Slovenia (bandiera)             | C     | Ranko Moravac   |
| 72 | Slovenia (bandiera)             | C     | Dejan Vokić     |
| —  | Slovenia (bandiera)             | P     | Žiga Frelih     |
| —  | Slovenia (bandiera)             | D     | Robert Pušaver  |
| —  | Slovenia (bandiera)             | C     | Rok Baskera     |
| —  | Bosnia ed Erzegovina (bandiera) | C     | Damir Sadiković |
| —  | Ghana (bandiera)                | A     | Ibrahim Mensah  |
| —  | Slovenia (bandiera)             | A     | Roy Rudonja     |